# (11792) Sidorovsky
(11792) Sidorovsky (1978 SX7) – planetoida z pasa głównego asteroid okrążająca Słońce w ciągu 4,25 lat w średniej odległości 2,62 j.a. Odkryta 26 września 1978 roku.